# جادوگران مائه‌باشی
جادوگران مائه‌باشی (انگلیسی: Maebashi Witches) یک مجموعه تلویزیونی انیمه اصلی است که توسط سانرایز تولید می‌شود. جونیچی یاماموتو کارگردان و اریکا یوشیدا نویسنده این انیمه بوده‌اند. طراحی شخصیت‌ها بر عهده یو اینامی و نوزومی تاچیبانا و موسیقی اثر یوری هابوکا است. این انیمه قرار است در آوریل ۲۰۲۵ به نمایش در آید.

## داستان
روزی یک قورباغه چهار دختر را به یک گل‌فروشی اسرارآمیز هدایت می‌کند؛ جایی که آنها آواز می‌خوانند، پایکوبی می‌کنند و آرزوهای مردم را برآورده می‌کنند.